# أندريه ميرينوف
أندريه ميرينوف مواليد 23 يونيو 1971 في موسكو، هو لاعب كرة مضرب روسي سابق وكان يلعب باليد اليسرى. أعلى تصنيف له في الفردي كان المركز الـ 141 في سنة 1997. أعلى تصنيف له في الزوجي كان المركز الـ 138 في سنة 1993.

## النهائيات

### الفردي: (2)
| الرقم | السنة | الدورة                  | الأرضية | المنافس في النهائي | النتيجة في النهائي |
| ----- | ----- | ----------------------- | ------- | ------------------ | ------------------ |
| 1.    | 1993  | أيسناخ، ألمانيا         | ترابية  | كارستن براش        | 6–3, 2–6, 7–5      |
| 2.    | 1997  | بويرتو فالارتا، المكسيك | صلبة    | مارك نولز          | 6–3, 7–6           |

### الزوجي: (1)
| الرقم | السنة | الدورة          | الأرضية | الشريك     | المنافس في النهائي           | النتيجة في النهائي |
| ----- | ----- | --------------- | ------- | ---------- | ---------------------------- | ------------------ |
| 1.    | 1993  | تنريفي، إسبانيا | صلبة    | جيرتس دزلد | جوناس بيوركمان مايكل مورتنسن | 6–3, 6–4           |